# Chris Holmes

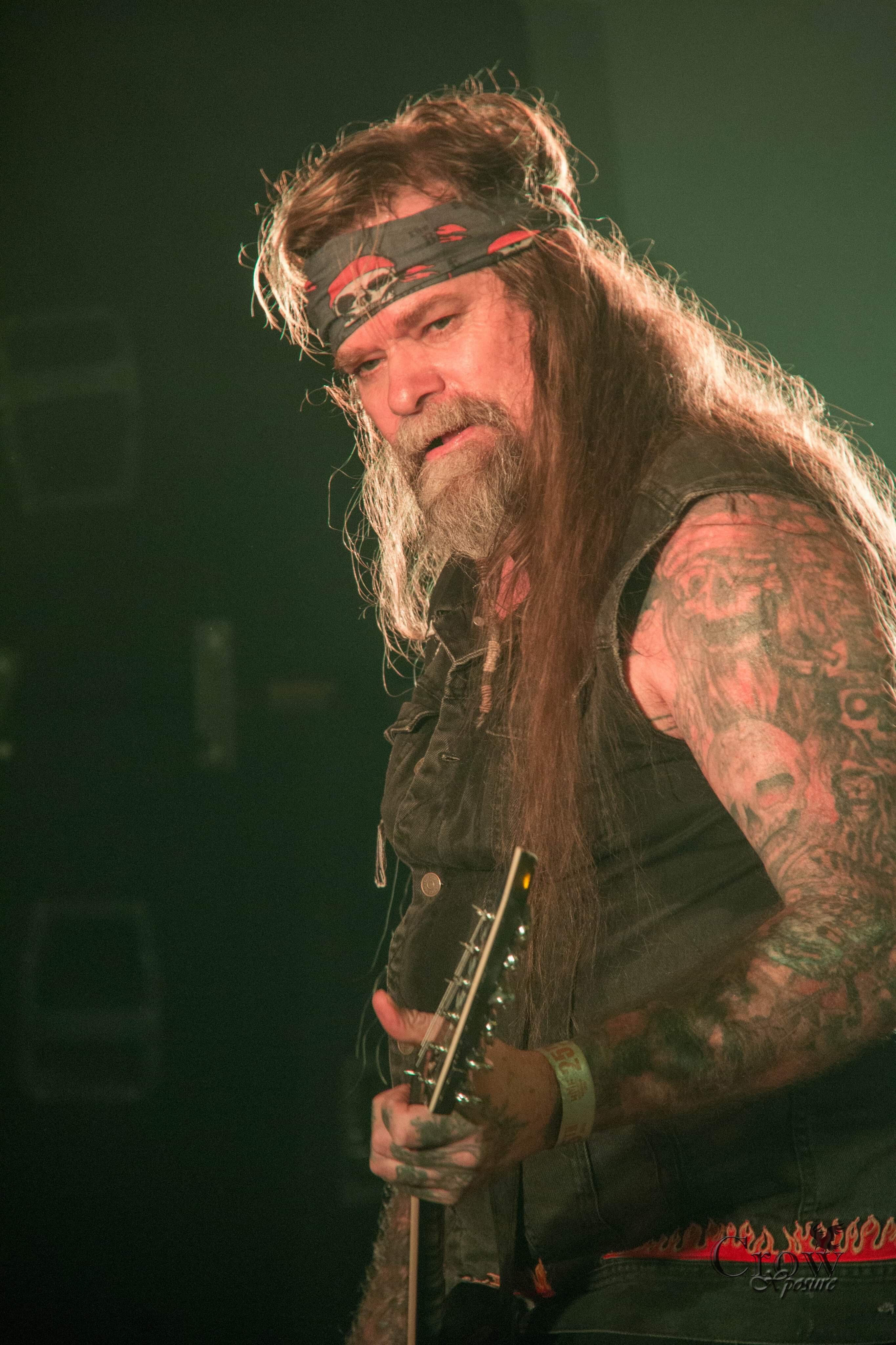
Chris Holmes (2019)

Christopher John „Chris“ Holmes (* 23. Juni 1958 in Glendale, Kalifornien) ist ein US-amerikanischer Musiker, der in den 1980er Jahren als Gitarrist der Heavy-Metal-Band W.A.S.P. bekannt wurde.

## Biographie
Christopher John Holmes wurde in Glendale geboren und wuchs in Pasadena auf. Als 11-Jähriger kam er bereits mit dem Gesetz in Konflikt, als man ihm hinter dem Steuer eines Autos erwischte. Im Alter von 13 Jahren lernt er den späteren Van-Halen-Gitarristen Eddie Van Halen kennen, der in seiner Nachbarschaft wohnte. Später spielte dieser das Van-Halen-Album Women and Children First mit einer von Chris geborgten Gitarre (Ibanez Destroyer) ein. Mit 14 Jahren hatte Holmes bereits mehrere Totalschäden an Autos verursacht, zudem verließ er mit 15 ohne Abschluss die Schule, um nach Los Angeles zu ziehen. Dort hielt sich Holmes mit Gelegenheitsjobs über Wasser und spielte in Bands wie Lax, Hit and Run oder Slave, bevor er 1976 Blackie Lawless kennenlernte und mit ihm in der Band Sister spielte, aus der 1982 W.A.S.P. hervorging. Holmes spielte bis 1989 in der Band, bevor er diese verließ und seine Band Psycho Squad gründete. 1997 kehrte Holmes zu W.A.S.P. zurück und spielte bis 2001 auf drei weiteren Studioalben, bevor er erneut ausstieg. Eine darauffolgende Europatournee mit Chris als Ersatz für Tracii Guns bei den L.A. Guns wurde kurzfristig abgesagt. Nach seinem Ausstieg bei W.A.S.P. wurde er Gitarrist bei Animal, der Band des ehemaligen W.A.S.P.-Gitarristen Randy Piper. Bei der Band wirkte auch Ex-W.A.S.P.-Schlagzeuger Tony Richards mit. Sein Gastspiel in dieser Band war allerdings nicht von langer Dauer.
Als Tiefpunkt seiner Karriere kann durchaus die Musikdokumentation Decline of Western Civilization Part II: The Metal Years von Penelope Spheeris aus dem Jahr 1988 bezeichnet werden, bei der ein völlig betrunkener Holmes am Pool seine Mutter anpöbelte. Darüber hinaus verbüßte er mehrere Haftstrafen wegen diverser Delikte. Chris Holmes war mit der Rock-Musikerin Lita Ford verheiratet.
Ende 2012 erschien das Album Nothing To Lose, bei dem u. a. Ex-Motörhead-Mitglied Phil „Philthy Animal“ Taylor Schlagzeug spielt. 2015 folgte das Studioalbum Shitting Bricks. Im November 2020 erscheint eine von Antoine De Montremy und Laurent Hart dokumentarisch gefilmte Biografie mit dem Titel Mean Man: The Story Of Chris Holmes, in der ein selbstkritischer Chris Holmes von seiner Karriere mit W.A.S.P. spricht, aber auch darüber, dass Bandmitgründer Blackie Lawless ihm die Urheberrechte streitig machte, niemand nach seinem Weggang von W.A.S.P. mit Chris Holmes zusammen arbeiten wollte, seine jetzige Frau ihn wieder aufrichtete, um Solo wieder Fuß zu fassen. 
Im Februar 2022 gab Holmes bekannt, an Krebs erkrankt zu sein.

## Diskografie

### Alben mit W.A.S.P.
- 1984: W.A.S.P.
- 1985: The Last Command
- 1986: Inside the Electric Circus
- 1987: Live … in the RAW (Live-Album)
- 1989: The Headless Children
- 1997: K.F.D.
- 1998: Double Live Assassins (Live-Album)
- 1999: Helldorado
- 2000: The Best of the Best Vol.1 (Best of)
- 2000: The Sting (Live)
- 2001: Unholy Terror

### Soloalben
- 2012: Nothing to Lose
- 2015: Shitting Bricks